# یوماشوو
یوماشوو (به لاتین: Yumashevo) یک منطقهٔ مسکونی در روسیه است که در باشقیرستان واقع شده‌است.